# Porto Nacional Airport
Porto Nacional Airport (portugisiska: Porto Nacional Aeroporto) är en flygplats i Brasilien.   Den ligger i kommunen Porto Nacional och delstaten Tocantins, i den centrala delen av landet, 600 km norr om huvudstaden Brasília. Porto Nacional Airport ligger 265 meter över havet.
Terrängen runt Porto Nacional Airport är platt. Runt Porto Nacional Airport är det glesbefolkat, med 12 invånare per kvadratkilometer..
Omgivningarna runt Porto Nacional Airport är huvudsakligen savann.